# Softball ai Giochi olimpici
Il Softball è stato presente in quattro edizioni dei Giochi olimpici (1996, 2000, 2004 e 2008).
Dopo essere stato escluso dai Giochi di Londra 2012 e Rio de Janeiro 2016, è rientrato come sport olimpico per una sola edizione a Tokyo 2020.
Il softball alle Olimpiadi è riservato alle donne, mentre gli uomini partecipano al torneo di baseball.
Prima dell'interruzione del 2012-2016 il torneo era composto da 8 squadre, mentre nell'edizione di Tokyo 2020 le squadre presenti sono state 6.

## Albo d'oro
Albo d'oro aggiornato a Tokyo 2020
| Edizione     | Podio       | Podio       | Podio     |
| Anno         | Oro         | Argento     | Bronzo    |
| ------------ | ----------- | ----------- | --------- |
| Atlanta 1996 | Stati Uniti | Cina        | Australia |
| Sydney 2000  | Stati Uniti | Giappone    | Australia |
| Atene 2004   | Stati Uniti | Australia   | Giappone  |
| Pechino 2008 | Giappone    | Stati Uniti | Australia |
| Tokyo 2020   | Giappone    | Stati Uniti | Canada    |

## Medagliere
Aggiornato a Tokyo 2020
| Pos | Nazione     | Oro | Argento | Bronzo | Totale |
| --- | ----------- | --- | ------- | ------ | ------ |
| 1   | Stati Uniti | 3   | 2       | 0      | 5      |
| 2   | Giappone    | 2   | 1       | 1      | 4      |
| 3   | Australia   | 0   | 1       | 3      | 4      |
| 4   | Cina        | 0   | 1       | 0      | 1      |
| 5   | Canada      | 0   | 0       | 1      | 1      |

## Partecipanti
Le seguenti 14 nazionali hanno preso parte una o più volte alle Olimpiadi. Il colore di sfondo nei riquadri indica la medaglia vinta in quella edizione
| Squadra       | '96 | '00 | '04 | '08 | '20 | Tot. |
| ------------- | --- | --- | --- | --- | --- | ---- |
| Stati Uniti   | ●   | ●   | ●   | ●   | ●   | 5    |
| Cina          | ●   | ●   | ●   | ●   |     | 4    |
| Australia     | ●   | ●   | ●   | ●   | ●   | 5    |
| Giappone      | ●   | ●   | ●   | ●   | ●   | 5    |
| Canada        | ●   | ●   | ●   | ●   | ●   | 5    |
| Taipei cinese | ●   |     | ●   | ●   |     | 3    |
| Paesi Bassi   | ●   |     |     | ●   |     | 2    |
| Porto Rico    | ●   |     |     |     |     | 1    |
| Italia        |     | ●   | ●   |     | ●   | 3    |
| Nuova Zelanda |     | ●   |     |     |     | 1    |
| Cuba          |     | ●   |     |     |     | 1    |
| Grecia        |     |     | ●   |     |     | 1    |
| Venezuela     |     |     |     | ●   |     | 1    |
| Messico       |     |     |     |     | ●   | 1    |
| Partecipanti  | 8   | 8   | 8   | 8   | 6   |      |